# García Almoravid

Escudos de los Ricoshombres de Navarra

García Almoravid (?- Toulouse ?) fue un ricohombre del reino de Navarra en el siglo XIII.

## Biografía
Hijo del también llamado García Almoravid y de Teresa Ibáñez del Baztán, fue hermano de Fortún Almoravid. Casado con María Marigny (Bruniselda).
Fue uno de los candidatos a ser gobernador del reino en las Cortes de Navarra reunidas el 21 de agosto de 1274. En las mismas fue elegido Pedro Sánchez de Monteagudo al que se enfrentaría cuando la nobleza navarra se inclinara por una alianza con la Corona de Aragón. García Almoravid era partidario de una alianza con la castellana. Sánchez de Montagudo y Almoravid se retaron pero este último no acudió al encuentro. La dimisión de Sánchez de Montagudo, llevó al nombramiento de Eustache Beaumarchais convirtiéndoles en aliados en la guerra de la Navarrería. Sin embargo, cuando Sánchez de Monteagudo decidió pasarse al bando de Beaumarchais, Almoravid envió hombres para asesinarlo. En la víspera de la entrada de las tropas francesas en la Navarrería y la posterior matanza, Almoravid junto a otros nobles se escaparon. Su hermano Fortún Almoravid estuvo a favor del gobernador Beaumarchais.
Murió preso en Toulouse.